# Blauflügel-Prachtlibelle
Die Blauflügel-Prachtlibelle (Calopteryx virgo) (früherer Name Gemeine Seejungfer) ist eine Libellenart aus der Familie der Prachtlibellen (Calopterygidae) innerhalb der Kleinlibellen. Sie ist neben der Gebänderten Prachtlibelle (Calopteryx splendens) die einzige Art der Prachtlibellen in Mitteleuropa und fällt vor allem durch die namengebenden blauen Flügel der Männchen auf.

## Merkmale

### Bau der Imagines

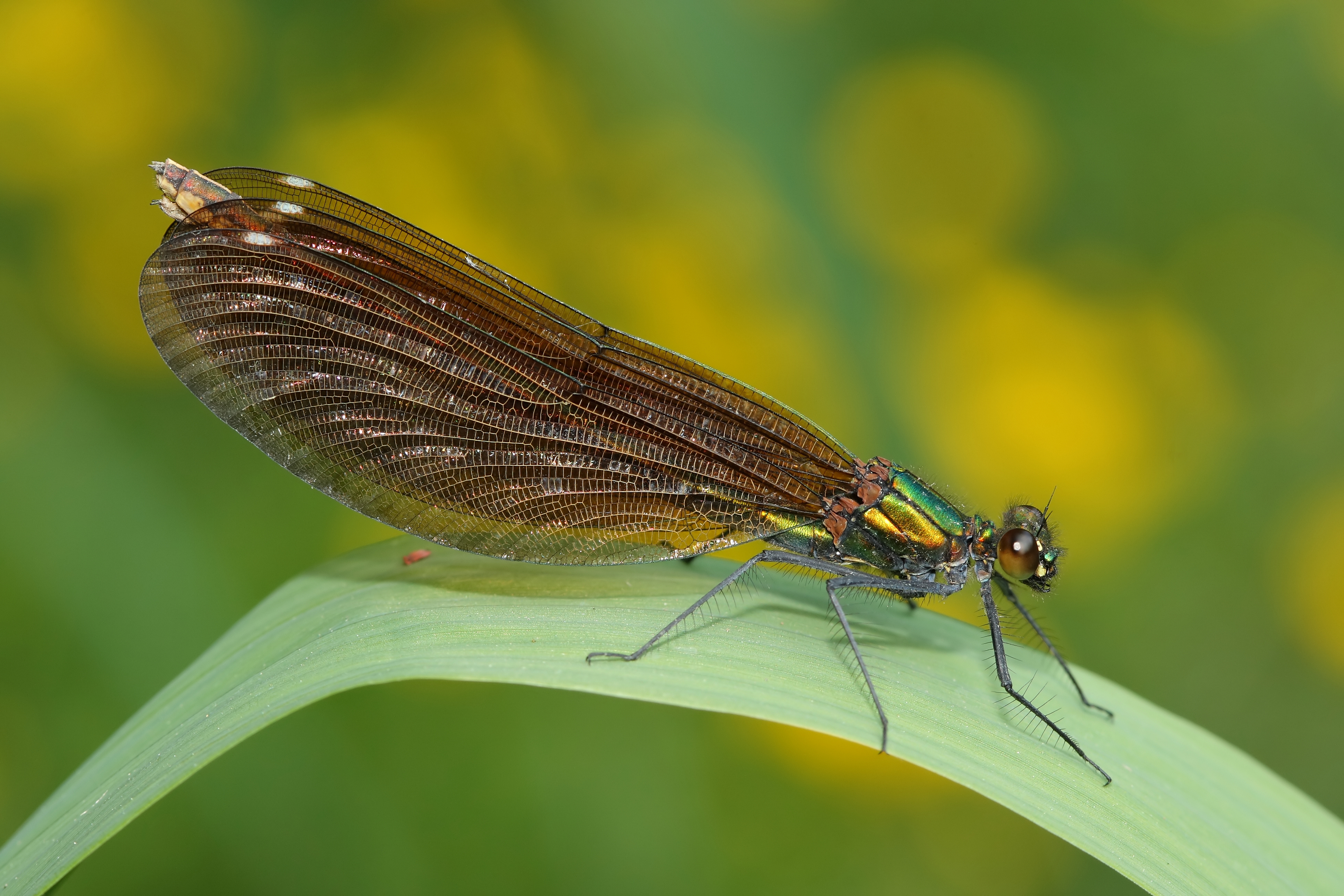
Weibchen

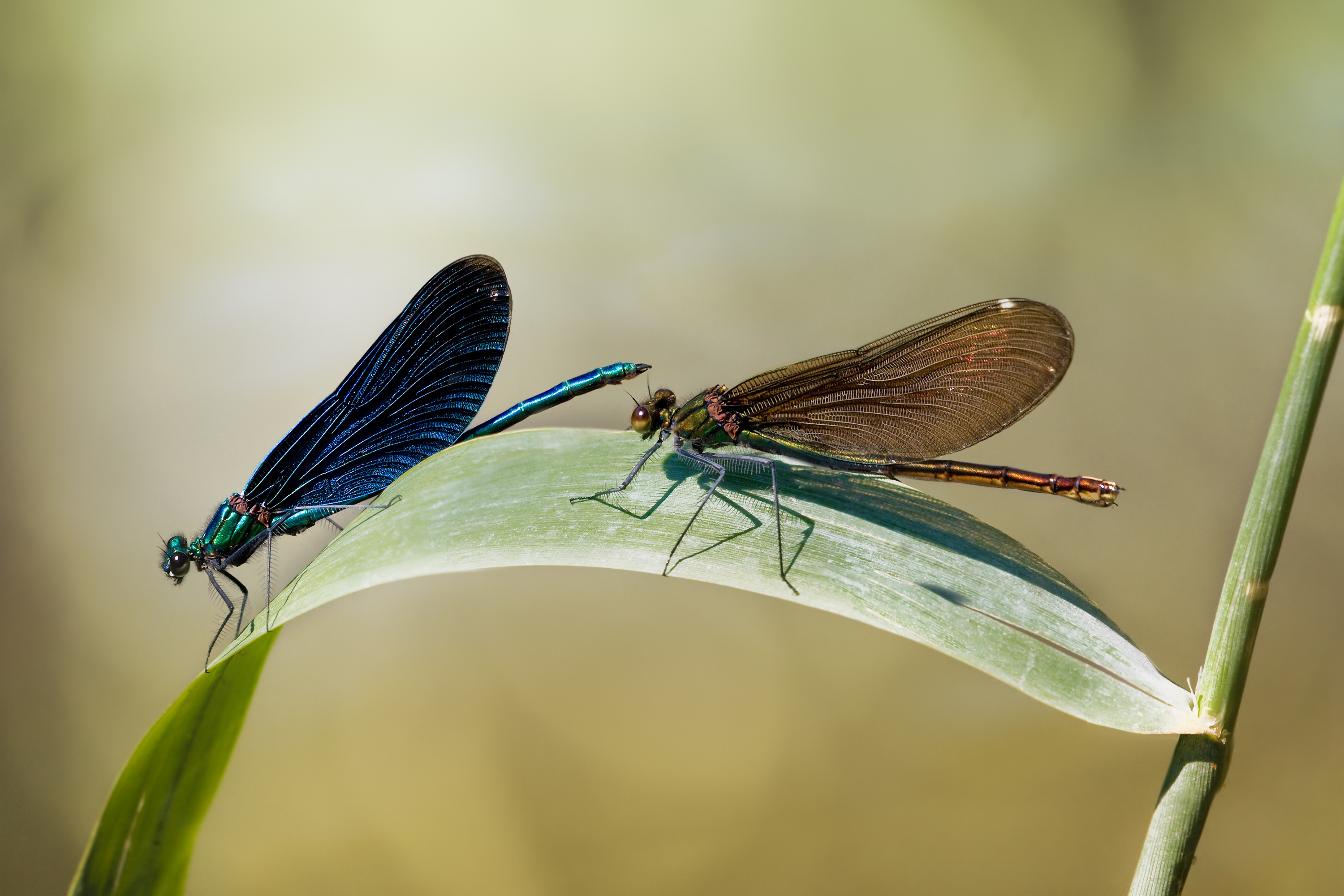
Männchen (links) und Weibchen der Blauflügel-Prachtlibelle

Die Imago der Blauflügel-Prachtlibelle erreicht eine Flügelspannweite von 6,5 bis 7 Zentimetern.
Die Flügel der Männchen sind vollständig blaugrün und die der Weibchen durchscheinend bräunlich bis kupfern gefärbt. Wie bei allen Prachtlibellen sind die Flügel sehr breit und besitzen keinen stielartigen Ansatz. Die Flügel sind außerdem von einem dichten Adernetz durchzogen und besitzen kein Flügelmal (Pterostigma). Bei den Weibchen ist jedoch ein falsches Flügelmal vorhanden, bei dem eine dichtere Aderung vorliegt.

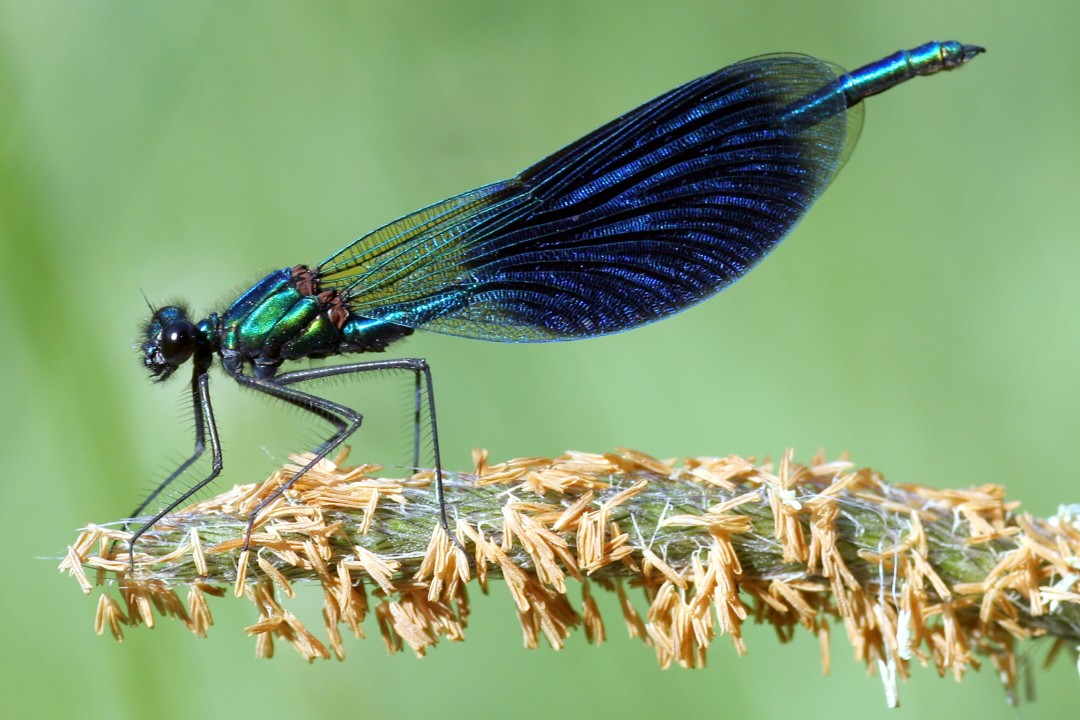
Zum Vergleich ein Männchen der Gebänderten Prachtlibelle (C. splendens)

Eine Verwechslungsgefahr besteht aufgrund der sehr deutlichen Färbung innerhalb des Verbreitungsgebietes nur mit der Gebänderten Prachtlibelle, die dieser Art auch in der Lebensweise sehr stark ähnelt (aus diesem Grunde wird sie für Vergleiche im folgenden Text regelmäßig herangezogen). Bei dieser ist die blaue Färbung der Männchen allerdings nur auf den mittleren Teil des Flügels beschränkt, die Basis ist zu etwa einem Drittel der Flügellänge durchscheinend, und Teile der Flügelspitze sind im Regelfall auch farblos. Als weiteres Unterscheidungsmerkmal dient die Unterseite der letzten drei Hinterleibssegmente, die bei der Gebänderten Prachtlibelle gelblich-weiß und bei der Blauflügel-Prachtlibelle leuchtend rot sind. Der Körper und die Flügel der Weibchen der Gebänderten Prachtlibelle sind metallisch-grün. Jedoch besteht vor allem bei frisch gehäuteten und noch nicht ausgefärbten Libellenweibchen sowie bei Fotografien mit Blitzlicht eine Verwechslungsgefahr der Weibchen beider Arten.

### Bau der Larven
Die Larven der Blauflügel-Prachtlibelle entwickeln sich über 10 bis 12 Larvenstadien, zwischen denen jeweils eine Häutung stattfindet. Die Körperlänge der Tiere ist sehr variabel und stark abhängig von den Umweltbedingungen, aus diesem Grunde werden in der Literatur die vergleichenden Körpergrößen auf der Basis der Kopfbreite angegeben. Diese beträgt beim finalen Stadium (F-0-Stadium) der Larve zwischen 3,5 und 4,6 Millimeter und das Körpergewicht liegt mit etwa 4 Milligramm leicht unter dem der Gebänderten Prachtlibelle. Abgesehen davon sind die Larven der Prachtlibellen nur schwer voneinander zu unterscheiden, die erkennbaren Unterschiede liegen dabei vor allem in der Beborstung und der Ausprägung der Tracheenkiemen am Hinterleib. Im Vergleich zu anderen Kleinlibellen fallen Prachtlibellenlarven dagegen sofort aufgrund ihres deutlich verkürzten mittleren Kiemenblattes auf.
Der Körperbau der Larven zeigt nur eine relativ geringe Anpassung an die schnell fließenden Gewässer ihres Lebensraums. Der Körper ist nicht abgeflacht, sondern sehr schlank und drehrund, die Beine sind lang und besitzen an ihrem Ende kräftige Krallen, mit denen sie sich in der Vegetation festhalten können. Da sie sich innerhalb des Wasserkörpers allerdings vornehmlich in den ruhigeren Bereichen aufhalten, ist die Gefahr, mit der Strömung verdriftet zu werden, relativ gering. Passiert dies dennoch, strecken sie ihren langen Körper und die Beine möglichst weit, um in Kontakt mit der Vegetation oder dem Substrat zu kommen.

## Verbreitung
Das Verbreitungsgebiet der Blauflügel-Prachtlibelle umfasst ganz Europa mit Ausnahme der südwestlichen Iberischen Halbinsel, der Balearen sowie Island. Im Norden reicht es bis an das arktische Eismeer und damit deutlich weiter nördlich als jenes der Gebänderten Prachtlibelle. An der nordafrikanischen Mittelmeerküste sind ihre südlichsten Populationen in Marokko und Algerien zu finden.
Die nördliche Begrenzung in Asien folgt der 13-°C-Juli-Isotherme; sie kommt also nicht in den Gebieten vor, in denen die Durchschnittstemperatur im Hochsommer unter 13 °C fällt, ansonsten trifft man sie in den gemäßigten und kühlen Gebieten auf dem gesamten Kontinent mit Ausnahme der Wüstengebiete und der Hochgebirge an. Die östlichste Unterart C. v. japonica findet sich auf den japanischen Inseln, allerdings wird bei ihr diskutiert, ob es sich um eine eigene Art handelt.
Wie die Gebänderte Prachtlibelle, findet man auch die Blauflügel-Prachtlibelle hauptsächlich in Niederungslagen. Regelmäßige Funde stammen aus Gebieten bis zu einer Höhe von maximal 980 m, vereinzelt kommt sie jedoch auch in Höhen bis 1.200 Metern vor, so etwa in den Alpen.

## Habitat

### Biotop

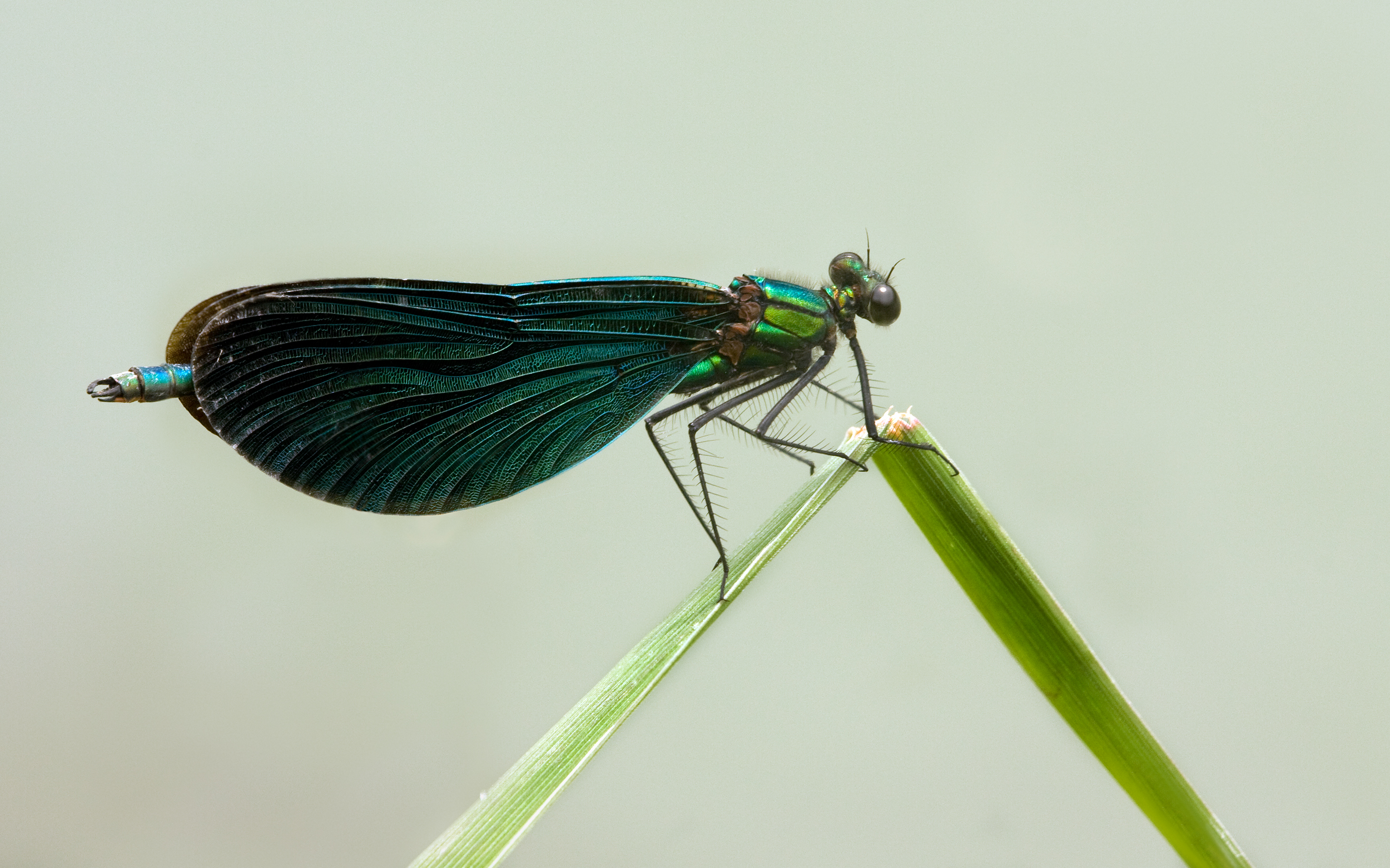
Blauflügel-Prachtlibelle mit eingeschlagenen Flügeln. Diese Ruhehaltung ist typisch für Kleinlibellen

Die Blauflügel-Prachtlibelle lebt vor allem an kleinen bis mittelgroßen Bachläufen und anderen Fließgewässern. Diese zeichnen sich durch eine relativ niedrige Wassertemperatur sowie mäßige bis schnelle Strömung aus. Die Gewässer dürfen dabei nicht zu nährstoffreich (eutroph) sein. Im nördlichen Teil ihres Verbreitungsgebietes, etwa in Norwegen, ist sie auch an mittelgroßen Flüssen anzutreffen und im Norden Finnlands sogar an größeren Strömen. Die Gewässer liegen dabei meist in unmittelbarer Nähe zu Waldbeständen. Im Gegensatz zur Gebänderten Prachtlibelle findet man sie sogar an Bächen innerhalb von Wäldern und an Moorbächen und -gräben.

### Imaginalhabitat
Die Imaginalhabitate, also die Lebensräume der Erwachsenen, entsprechen weitestgehend denen der Gebänderten Prachtlibellen, wobei entsprechende Larvalhabitate vorhanden sein müssen. Anders als die Imagines der Gebänderten Prachtlibelle trifft man diejenigen der Blauflügel-Prachtlibelle auch an Waldlichtungen, dafür sehr selten am Ufer größerer Stillgewässer. Als Ruheplätze benötigen die Tiere Bäume und Sträucher, oft reichen aber auch hohe krautige Pflanzen wie Bestände der Großen Brennnessel (Urtica dioica) aus.
Die Fortpflanzungshabitate entsprechen den zukünftigen Larvalhabitaten, es handelt sich dabei um kühle, weitestgehend beschattete Gewässerläufe mit einer mehr oder minder starken Strömung und einer naturnahen und bewachsenen Uferstruktur. Überwiegend handelt es sich um Bäche im Wiesen- und Weidenbereich, seltener fließen sie durch Wald. Eine ausgeprägte Ufervegetation spielt offensichtlich auch als Windschutz eine Rolle, da die Tiere aufgrund ihrer breiten Flügel leichter vom Wind verweht werden können als andere Libellenarten.

### Larvalhabitat
Die Larven leben in den oben benannten Bachläufen und sind vor allem an der Vegetation im Wasser zu finden, was sie mit den Larven der Gebänderten Prachtlibelle gemein haben. Sie benötigen die Stängel und Blätter vor allem in Bereichen mit stärkerer Strömung, um sich daran festzuhalten. An vegetationsarmen Stellen sowie an flach auslaufenden Ufern oder Bereichen mit glattem Steinboden findet man sie dagegen nur äußerst selten. In ruhigeren Bereichen leben sie zwischen angeschwemmtem Laub oder an freiliegenden Wurzeln des Uferbewuchses. Auch in Unterwasserpflanzen wie Wasserpest (Elodea sp.), Flutendem Wasserhahnenfuß (Ranunculus fluitans) oder anderen Pflanzen sind sie zu finden. Dabei halten sie sich im Regelfall in Tiefen von wenigen Zentimetern bis einigen Dezimetern auf.
Verglichen mit den Larven der Gebänderten Prachtlibelle bevorzugen die Larven der Blauflügel-Prachtlibelle die eher ruhigeren Bereiche des Gewässers, da bei geringerer Strömung eine effektivere Aufnahme von Sauerstoff aus dem Wasser möglich ist. Nur sehr selten findet man die Larven in stehendem Wasser. Das Substrat des Gewässers hat nur eine sehr untergeordnete Bedeutung, da sich die Larven überwiegend in der Vegetation aufhalten.
Ein wichtiger Faktor für das Vorkommen der Blauflügel-Prachtlibellen ist das Sauerstoffangebot des Gewässers. Die Larven reagieren bei Sauerstoffmangel sehr viel empfindlicher als die Larven der Gebänderten Prachtlibelle, so dass die Sauerstoffsättigung des Wassers entsprechend hoch sein muss. Gewässer mit hohen Anteilen von Sediment und Faulschlamm, bei denen durch bakterielle Abbauprozesse Sauerstoff verbraucht wird, eignen sich entsprechend nicht als Habitat für die Larven. Aufgrund dieser Empfindlichkeit, die auch andere Faktoren der Gewässerchemie betrifft, können die Tiere als Bioindikator für die Abschätzung der Gewässergüte genutzt werden. So wird ihnen nach DIN ein Indikationswert im Saprobiensystem von 1,9 zugeordnet, der für einen gering bis mäßig verschmutzten Gewässertyp (β-mesosaprob) steht und eine Gewässergüteklasse von I bis II bedeutet.
Ein weiterer zentraler Faktor für das Vorkommen der Larven der Blauflügel-Prachtlibelle ist der Wärmehaushalt des Gewässers. Diese Art bevorzugt, anders als die Gebänderte Prachtlibelle, vor allem die kühleren und schattigeren Bereiche des Gewässers. Als optimale Temperatur wird ein Sommerdurchschnitt von 13 bis 18 °C angegeben. Bei Temperaturen über 22 °C wurden häufig Schädigungen der Larven und vor allem eine verminderte Schlupfrate aus den Eiern festgestellt. Der Hauptgrund dafür ist allerdings nicht die Temperatur, sondern die damit verbundene verminderte Aufnahmefähigkeit des Wassers für Sauerstoff und der damit einhergehende geringere Sauerstoffgehalt. Einzelne Populationen können sich allerdings an dauerhaft höhere Temperaturen gewöhnen.

## Lebensweise

### Flugzeiten

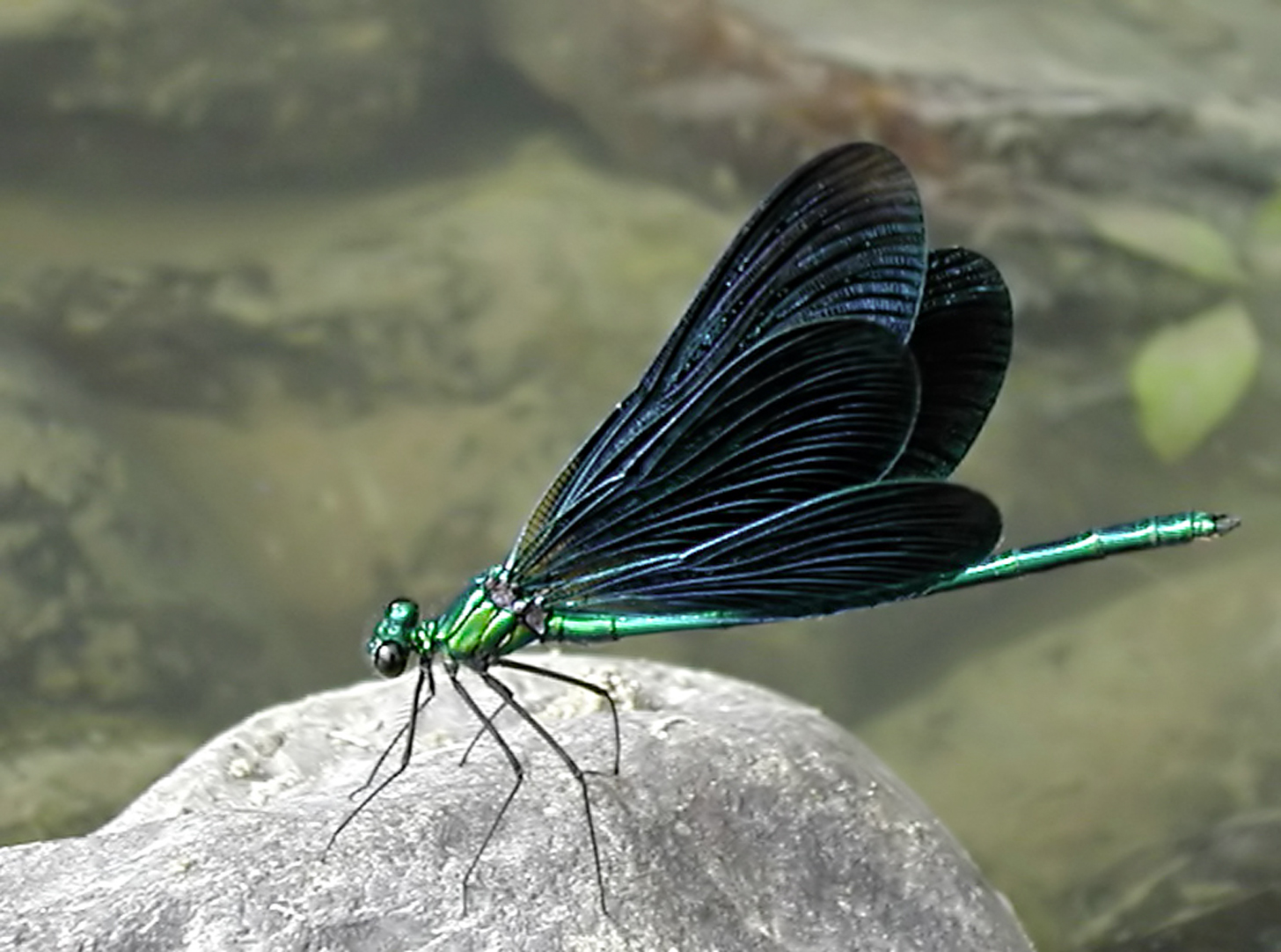
Männchen vor dem Abflug

Die ersten Imagines der Libellen tauchen, abhängig von der Witterung, von Ende April bis Ende September auf. Die Hauptschlüpfzeit liegt in den Zeiten von Ende Mai bis Ende Juni. Die Emergenz, also die Umwandlung der Larven zu Imagines und das damit verbundene Verlassen des Wassers, erfolgt nicht synchron und dauert über die gesamte Saison bis etwa Mitte Juli an. Die frischgeschlüpften Libellen verbringen nach dem Verlassen der Larvenhülle (Exuvie) die erste Zeit bis zur vollständigen Ausfärbung in der Vegetation der Umgebung des Gewässers. Diese Reifezeit dauert im Regelfall etwa zehn Tage, danach kehren sie zum Gewässer zurück. Die adulten Tiere leben nur eine Saison, dabei wurde eine Lebensdauer von etwa 40 bis 50 Tagen festgestellt.
Im Tagesverlauf findet man die Männchen an sonnenbeschienenen Gewässern bereits am frühen Morgen (in Mitteleuropa zwischen 7:00 Uhr und 9:00 Uhr), wobei sie sich immer in den Bereichen aufhalten, die direkt beschienen werden. Bei beschatteten Gewässern tauchen die Tiere entsprechend später auf, meist sonnen sie sich in den Wipfeln der umgebenden Vegetation. Weibchen überfliegen während des Tages das Gewässer auf der Suche nach geeigneten Eiablagestellen; die Hauptaktivität beider Geschlechter, wie Jagd, Werbung, Paarung und Eiablage erfolgt in den warmen Mittagsstunden. Abends sitzen die Tiere ebenso wie am frühen Morgen an sonnenbeschienenen Ruheplätzen in der Vegetation; an diesen Stellen verbringen sie auch die Nacht.
Der Aktionsradius und damit der Abstand zwischen Fortpflanzungs-, Jagd- und Ruhebereich beträgt bei den Männchen zwischen 20 und 100 Metern und ist damit sehr klein, bei den Weibchen wurden dagegen Wanderdistanzen von bis zu vier Kilometern pro Tag beobachtet.

### Verhalten
Wie bei der Gebänderten Prachtlibelle, kommt es auch bei der Blauflügel-Prachtlibelle zu einem ausgeprägten Revierverhalten der geschlechtsreifen Männchen. Diese besetzen Tagesreviere, die sie gegen andere Männchen verteidigen. Die Verteidigung besteht dabei meist nur aus Drohgebärden. Dazu spreizen sie ihre Flügel und stellen diese damit deutlich sichtbar zur Schau, außerdem kommt es zu Drohflügen und in seltenen Fällen auch zu Luftkämpfen zwischen rivalisierenden Männchen. Optimale Reviere entsprechen den optimalen Eiablageorten für die Weibchen und zeichnen sich im Normalfall durch eine erhöhte Strömung sowie ein geeignetes Eiablagesubstrat im potenziellen Brutgewässer aus. Die Größe der Reviere und deren Abstand voneinander ist von der Dichte der Population sowie den Begebenheiten des Gewässers abhängig und kann zwischen mehreren Metern und wenigen Dezimetern betragen. Männchen, die keine Reviere besetzen können, halten sich in der Vegetation des Ufers auf und versuchen, sich mit einfliegenden Weibchen zu verpaaren oder freiwerdende Reviere zu besetzen. Besonders wenn nur wenige Männchen vorhanden sind, ist die Revierverteidigung sehr aggressiv, bei einer höheren Anzahl konkurrierender Männchen nimmt die Aggression deutlich ab.
Die Männchen sitzen in ihren Revieren meistens an exponierten Plätzen in der Vegetation, die über das Gewässer reicht, manchmal auch auf Vegetationspolstern oder Steinen inmitten des Gewässers. Diese Sitzwarte stellt zugleich das Zentrum des Reviers dar. Sie richten ihren Blick vor allem auf die Gewässermitte und zeigen ein Verhalten, das als „wingclapping“ bezeichnet wird und bei dem die Flügel schnell nach unten geschlagen und langsam wieder gehoben werden. Man geht davon aus, dass es vor allem der Kommunikation dient, es unterstützt jedoch auch die Ventilation im Thorax und spielt entsprechend wahrscheinlich auch eine Rolle bei der Thermoregulation der Tiere.

### Paarung und Eiablage

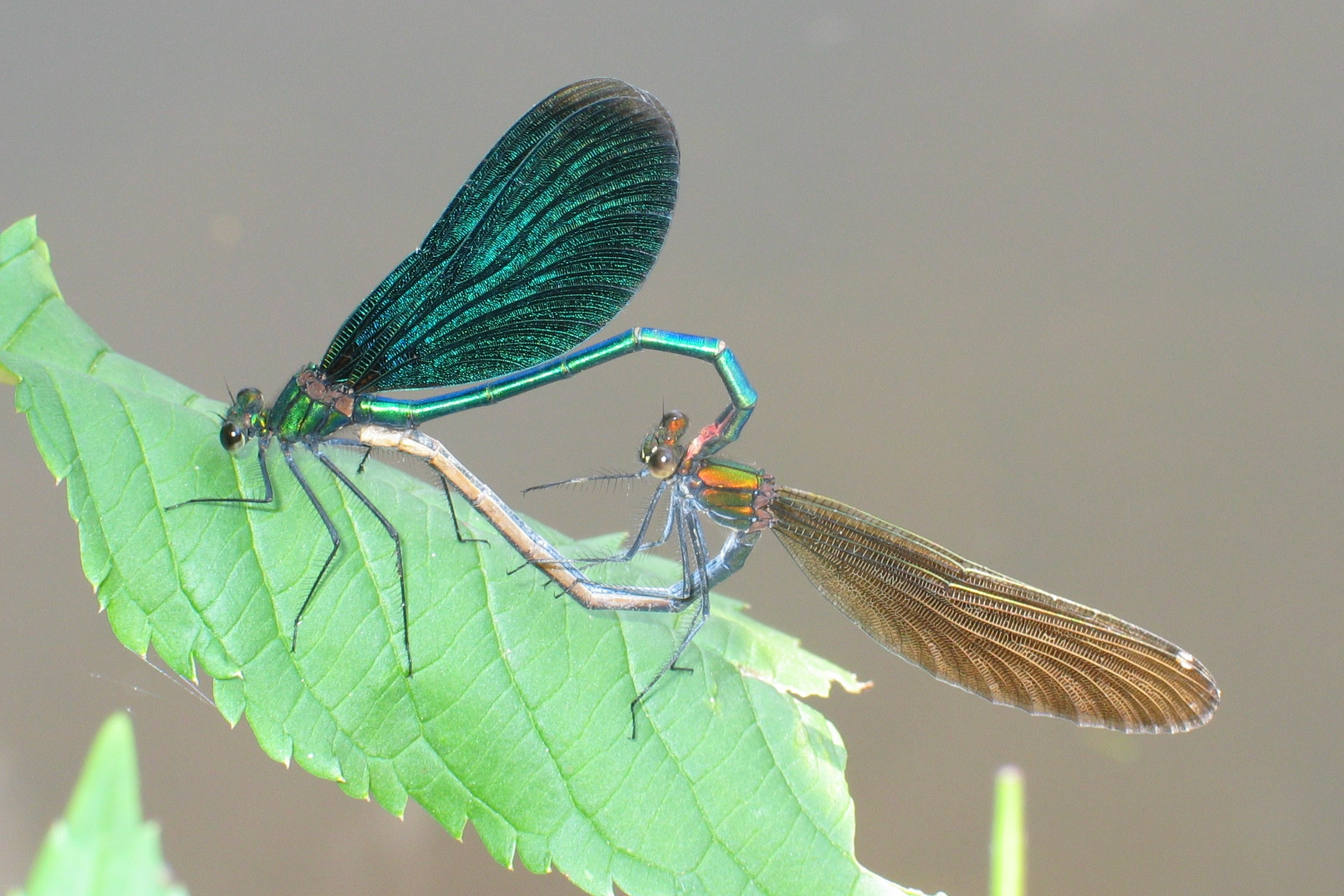
Blauflügel-Prachtlibellen im Paarungsrad

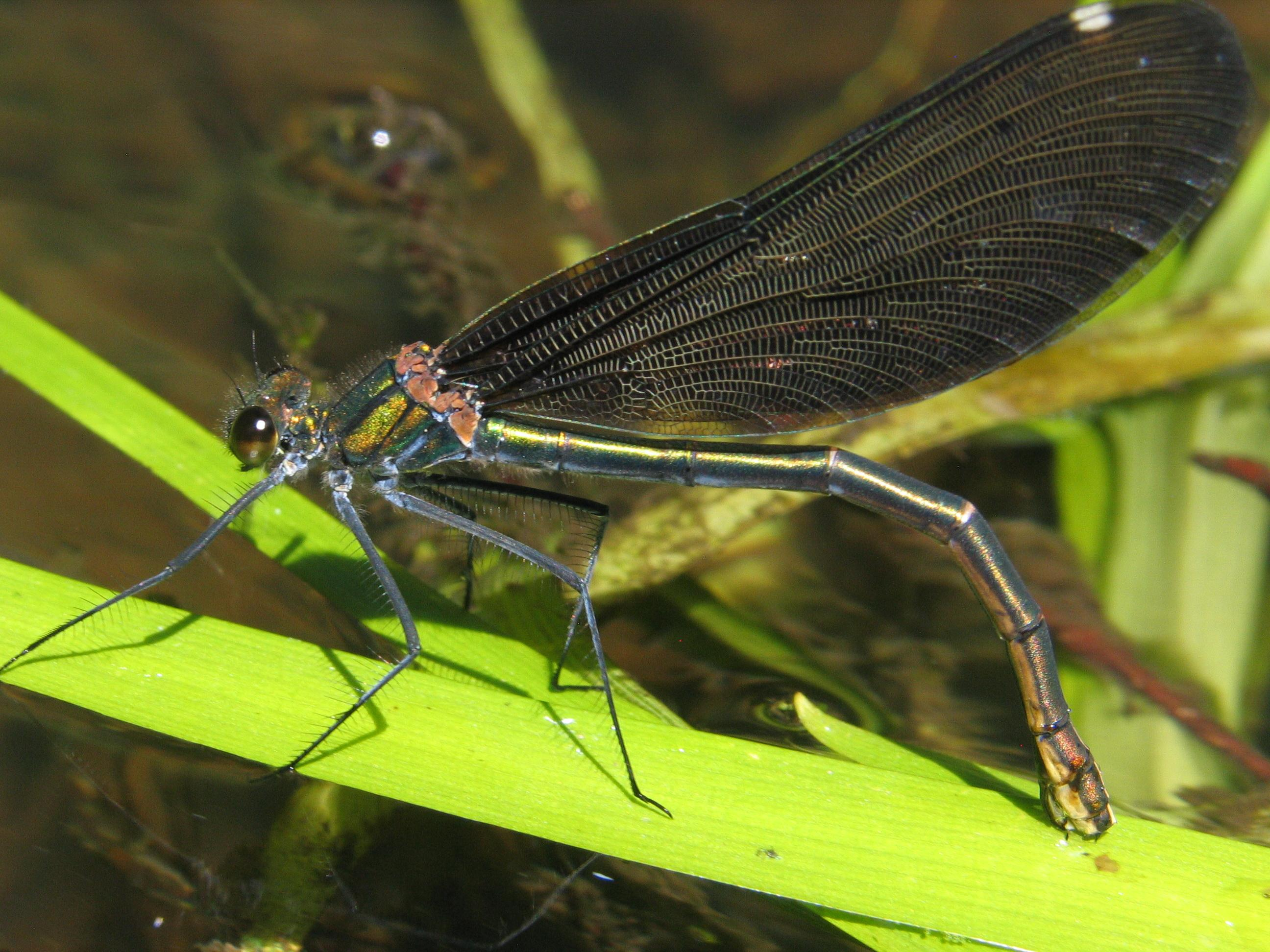
Weibchen bei der Eiablage

Die Paarung erfolgt in einer Weise, die für die Gattung Calopteryx typisch ist und der ein auffälliges Werbeverhalten vorausgeht. Die Weibchen überfliegen die Gewässer, immer auf der Suche nach geeigneten Eiablageplätzen. Sie durchfliegen dabei die Reviere der Männchen. Die Männchen, die Weibchen an den Lichtreflexen der sich bewegenden Flügel erkennen, fliegen diesen entgegen, sobald sie die Reviergrenze überflogen haben. Sie nutzen dabei einen auffälligen Schwirrflug, der nur bei der Balz gezeigt wird, und präsentieren dabei die Unterseite ihres hoch erhobenen Hinterleibes. Dessen letzte drei Segmente sind deutlich heller und werden als „Laterne“ bezeichnet, die präsentiert wird. Das Männchen leitet auf diese Weise das Weibchen an die Eiablageplätze („Zeigeflug“) und umkreist es auf der Wasserfläche, sobald es sich abgesetzt hat. Danach folgt wiederum eine Phase des Schwirrflugs. Erst wenn das Weibchen dabei sitzen bleibt und so seine Paarungsbereitschaft signalisiert, kommt es zur Paarung. Dafür setzt sich das Männchen auf die Flügel des Weibchens und beginnt die Kopulation, die zwischen 40 Sekunden und über 5 Minuten dauern kann, wobei die Tiere sich auch als Paarungsrad auf die Vegetation setzen können.
Nach der Paarung löst sich das Männchen wieder vom Weibchen und zeigt diesem erneut den Eiablageplatz, das Weibchen bleibt mit herunterhängendem Hinterleib für einige Sekunden sitzen („post copulatory rest“) und folgt dann dem Männchen. Die Eiablage erfolgt in den Stängeln der Wasserpflanzen im Bereich des Wasserspiegels und darunter, wobei das Weibchen bis zu 90 Minuten untertauchen kann. Es klettert dabei (im Gegensatz zu fast allen anderen Libellenarten) kopfabwärts am Stängel hinab und sticht die Eier mit dem Eiablageapparat (Ovipositor) fast senkrecht in die Stängel ein. Während der Eiablage oberhalb der Wasseroberfläche wird das Weibchen vom Männchen gegen andere Männchen verteidigt. Beide Geschlechter verpaaren sich mehrmals am Tag und über mehrere Wochen bis zu ihrem Tod.

### Larvalentwicklung und Lebensweise der Larven
Die Eier, in denen sich die Embryonen entwickeln, sind im Schnitt etwa 1,2 Millimeter lang und haben einen spindelförmigen Aufbau mit etwa 0,2 Millimeter Breite. Am zugespitzten Ende befinden sich, wie bei anderen Prachtlibellen auch, eine Löcherstruktur (Mikropylenapparat) mit vier Löchern, die ein Eindringen der Spermien des Männchens ermöglichen. Außerdem hat das Ei der Gebänderten Prachtlibelle am Vorderende einen trichterartigen Anhang unbekannter Aufgabe, der beim eingestochenen Ei nach außen aus dem Pflanzenstängel ragt. Die Färbung der Eier verändert sich von einem hellen gelb beim frisch gelegten Ei über ein gelbbraun zu einem rotbraun beim älteren Ei.
Innerhalb des Eis findet die Embryonalentwicklung der Libelle statt. Erstmals wurde diese für die Blauflügelige Prachtlibelle 1869 beschrieben, dabei handelte es sich um die erste Beschreibung der Embryonalentwicklung eines Insektes überhaupt. Von außen ist das Fortschreiten der Entwicklung durch eine leichte Längenveränderung sowie eine Veränderung der Form erkennbar. Dabei wölbt sich der obere Teil des Eies leicht auf, während der untere Teil sich konkav verformt. Die Entwicklung selbst lässt sich in drei Abschnitte aufteilen:
1. die Primitiventwicklung, bei der sich nach der Befruchtung durch Teilung der Eizelle die Körpergrundgestalt ausbildet
2. die Definitiventwicklung mit der endgültigen Bildung der Körperform bis zum Schlupf aus dem Ei
3. die Larvalentwicklung der geschlüpften Larve bis zur Bildung des geflügelten Imago

Die Embryonalentwicklung im Ei kann zwischen 20 Tagen und einem Monat dauern.
Die Larvalentwicklung der Blauflügel-Prachtlibelle dauert in mitteleuropäischen Gewässern im Regelfall zwischen sechs und neun Wochen, vor allem durch die Präferenz kühlerer Gewässer ist sie dabei meistens etwas länger als die der Gebänderten Prachtlibelle. Zum Abschluss der Larvalentwicklung kommt es zur Überwinterung und die Entwicklung wird erst im folgenden Jahr mit der Metamorphose zum Imago vollständig abgeschlossen (univoltine Entwicklung). Je kühler ein Brutgewässer ist, desto größer ist der Anteil der Larven, die zwei Überwinterungsphasen durchlaufen und damit eine Entwicklungsphase von fast zwei Jahren aufweisen (semivoltine Entwicklung). In Untersuchungen konnte nachgewiesen werden, dass sich das Verhältnis von univoltinen und semivoltinen Larven auch innerhalb eines Gewässers deutlich verändern kann und sich im Verlauf des Gewässers und mit Zunahme der Gewässertemperatur in Richtung univoltiner Larven verschiebt.
Wie alle Libellenlarven, leben auch diese räuberisch. Sie ernähren sich vor allem von Insektenlarven wie denen der Kriebelmücken, Zuckmücken, Steinfliegen und Eintagsfliegen sowie von Flohkrebsen. Sie verteidigen ihren Sitzplatz gegenüber anderen Libellenlarven, vor allem denen der eigenen Art.
Die Larven reagieren wesentlich empfindlicher auf Änderungen des Lebensraumes als die der Gebänderten Prachtlibelle, insbesondere auf Temperaturschwankungen. Bereits nach wenigen Tagen von Sauerstoff-Unterversorgung steigt die Mortalität rapide an, und auch nachdem wieder akzeptable Sauerstoffbedingungen herrschen, kommt es noch lange danach zu Missbildungen und einer erhöhten Mortalitätsrate unter den betroffenen Tieren. Das liegt vor allem daran, dass sie den Sauerstoff ineffizienter aus dem Wasser aufnehmen. So konnte man in Experimenten nachweisen, dass selbst Larven der Gebänderten Prachtlibelle, denen man die Tracheenkiemenblätter vollständig entfernt hatte, im Normalfall immer noch unempfindlicher gegenüber Schwankungen der Sauerstoffversorgung sind. Die Ineffizienz der Sauerstoffaufnahme wird durch die Habitatwahl ausgeglichen, da sowohl kälteres Wasser als auch Strömung die Aufnahmefähigkeit erhöhen.

## Gefährdung und Schutz

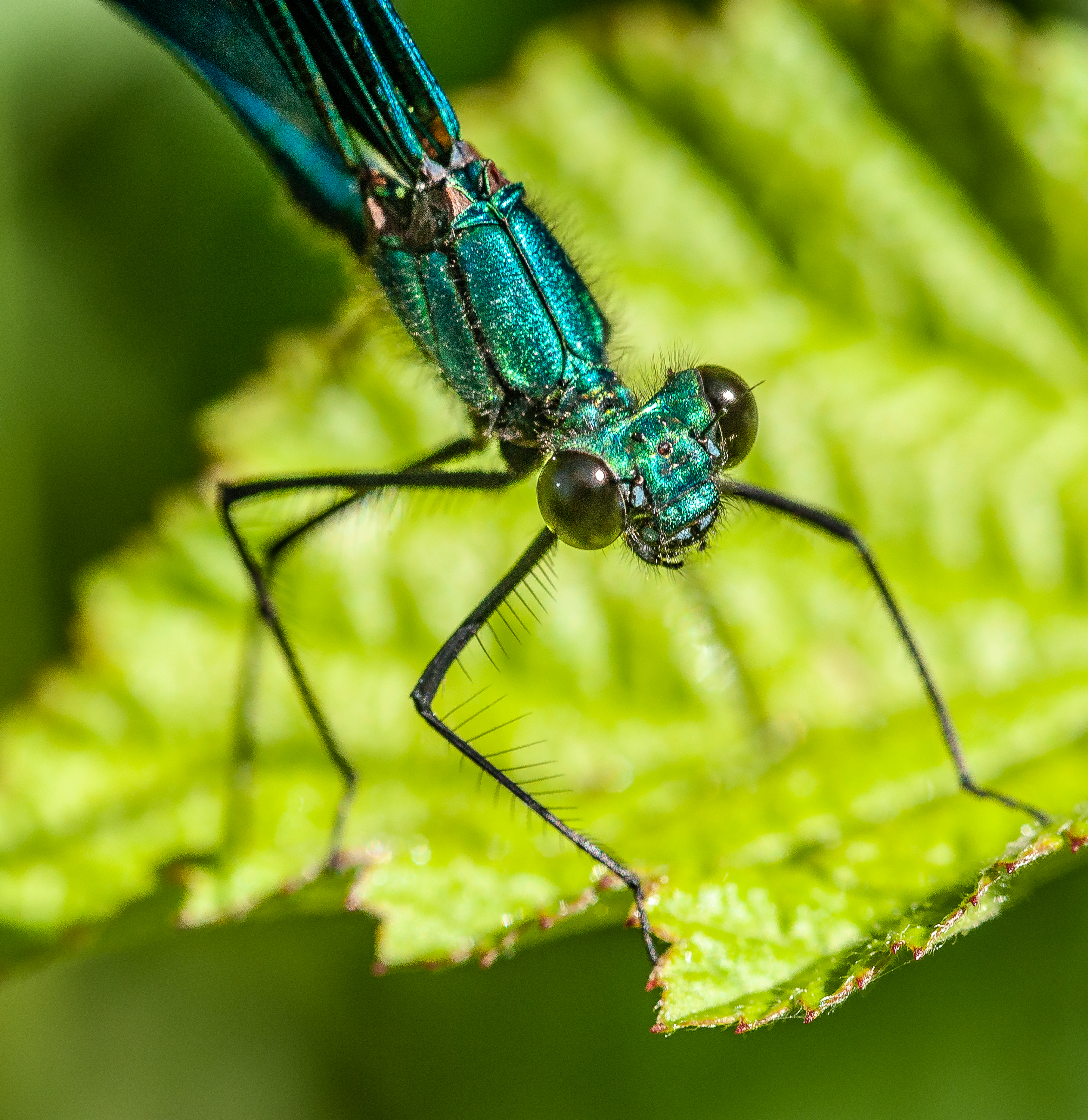
Detailansicht eines Männchens

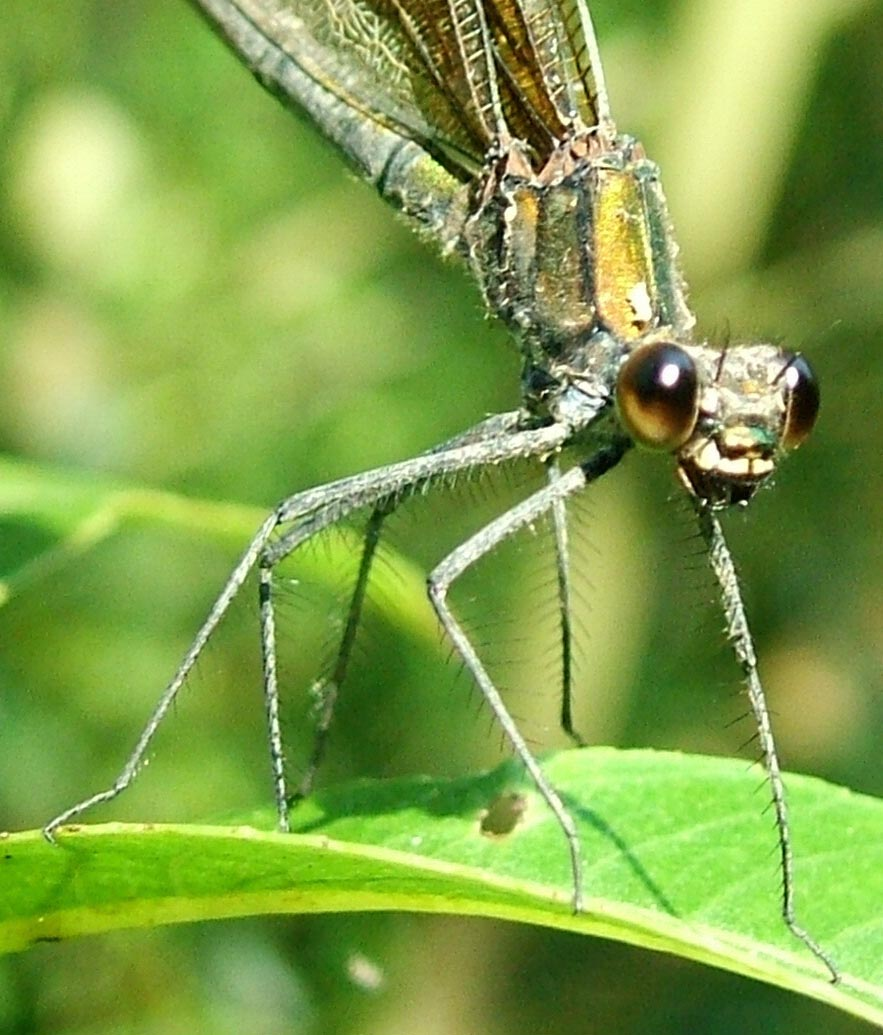
Detailansicht eines Weibchens

Da die Blauflügel-Prachtlibelle aufgrund ihrer sehr eng begrenzten ökologischen Ansprüche (Stenökie), vor allem der Larven, nur an Gewässern vorkommen kann, die sich durch einen wenig vom Menschen beeinflussten und naturnahen Wasserkörper auszeichnen, ist sie im größten Teil ihres Verbreitungsgebietes sehr selten. Entsprechend fehlt sie in Gebieten um größere Städte oder um industrielle Ballungsräume vollständig; auch in Regionen mit stark ausgeprägter landwirtschaftlicher Nutzung ist sie nur selten anzutreffen. Nachdem die Art früher etwa in Deutschland auf der Roten Liste gefährdeter Arten gestanden hatte, wurde sie dort zuletzt (2015) allerdings dank verbesserter Rahmenbedingungen in vielen Fließgewässerhabitaten nicht mehr als gefährdet eingestuft.
Zu den Faktoren, die eine Besiedlung der Gewässer für die Larven der Blauflügel-Prachtlibelle unmöglich machen, gehören zum einen deren Kanalisierung und Verbauung, bei denen die für die Ansiedlung wichtigen Wasserpflanzen verloren gehen. Zum anderen stellt die Eutrophierung der Gewässer durch die Landwirtschaft sowie durch Haushaltsabwässer einen wichtigen Faktor für den Rückgang dar. Diese führt zu einer verstärkten Faulschlammbildung und damit vermehrten Sauerstoffzehrung in den betroffenen Gewässern sowie zu einem verstärkten Algenwachstum von sogenannten „Schmieralgen“. Dabei handelt es sich um Braun- und Grünalgen, die die Wasserpflanzen sowie das Substrat überwachsen. Die veralgten Pflanzen werden von den Weibchen nicht als Eiablagestellen angenommen. Außerdem finden die Larven keine Haltemöglichkeiten gegen die Strömung, und die Algen und Schmutzpartikel setzen sich an den für die Atmung wichtigen Kiemenblättchen ab. Der Veralgung folgt eine Verkrautung und schlussendlich eine Verlandung der Gewässer.
Doch auch naturnahe Gewässer mit geringer Belastung können in einem Zustand sein, der für die Tiere nicht nutzbar ist. So darf die Wasserfläche nicht von den Pflanzen des Randbewuchses vollständig überwachsen sein; das geschieht vor allem durch schnell wachsende Pflanzen wie das Echte Mädesüß (Filipendula ulmaria), die Große Brennnessel (Urtica dioica) oder das Indische Springkraut (Impatiens glandulifera). Auch der Baumbewuchs am Gewässerrand darf keine geschlossene Baumkrone ausweisen, da ansonsten die notwendige Sonnenbestrahlung fehlt.
Vor allem Bachläufe in brachliegenden Weidegebieten, in denen keine regelmäßige Mahd stattfindet, sind für die Tiere entsprechend nicht besiedelbar. Dem kann durch regelmäßige Beseitigung der Randvegetation begegnet werden, die allerdings auch nicht vollständig sein darf. Auch eine teilweise Auflichtung der Gehölze sollte durchgeführt werden. In intensiver genutzten landwirtschaftlichen Gebieten mit regelmäßigem Eintrag von Gülle als Düngemittel kann ein wenige Meter breiter extensiv oder unbewirtschafteter Uferstreifen eine Einschwemmung verhindern und damit einer Eutrophierung entgegenwirken.

## Systematik

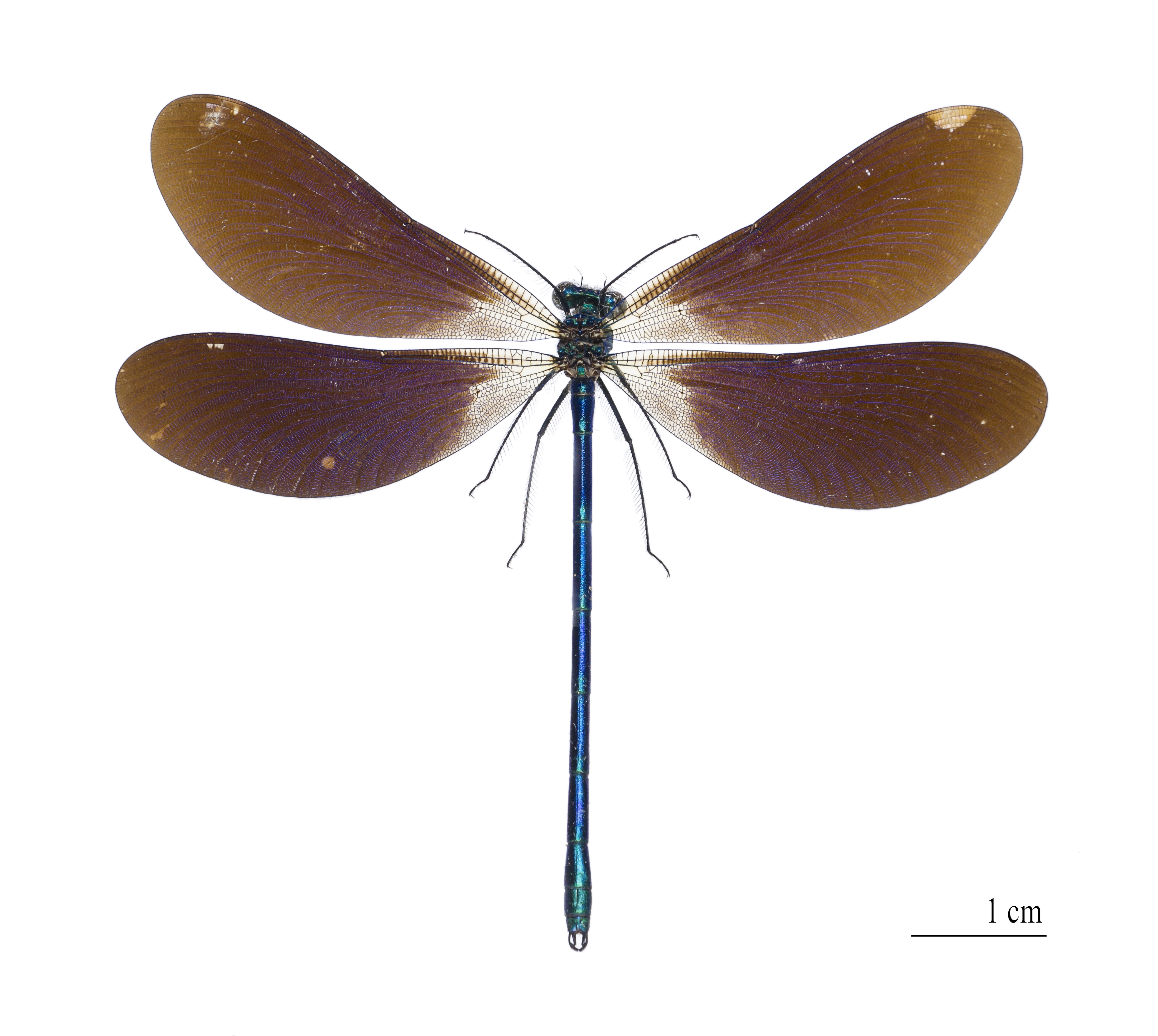
Calopteryx virgo meridionalis

Die Blauflügel-Prachtlibelle stellt eine von etwa 20 heute bekannten Arten der Gattung Calopteryx dar. Allerdings muss angemerkt werden, dass eine umfassende systematische Gattungsrevision bei Calopteryx längst überfällig ist, um eine Reihe derzeit strittiger Punkte zur Berechtigung einzelner Arten bzw. Unterarten zu klären. Neben der Blauflügel-Prachtlibelle sind drei weitere Arten in Europa vertreten, wobei mit der Bronzenen Prachtlibelle (Calopteryx haemorrhoidalis) und der Südwestlichen Prachtlibelle (Calopteryx xanthostoma) zwei Arten nur in Südeuropa vorkommen. Alle anderen Arten verteilen sich über die Holarktis und sind entsprechend in Nordamerika und Asien zu finden. Die Schwesterart der Blauflügel-Prachtlibelle stellt dabei wahrscheinlich die Bronzene Prachtlibelle dar, nach molekularbiologischen Untersuchungen ergab sich für die europäischen Arten folgende Verwandtschaft:
|  | Gebänderte Prachtlibelle (C. splendens)     |
|  |                                             |
|  | Südwestliche Prachtlibelle (C. xanthostoma) |
|  |                                             |

|  | Bronzene Prachtlibelle (C. haemorrhoidalis) |
|  |                                             |
|  | Blauflügel-Prachtlibelle (C. virgo)         |
|  |                                             |

|  | Gebänderte Prachtlibelle (C. splendens)     |
|  |                                             |
|  | Südwestliche Prachtlibelle (C. xanthostoma) |
|  |                                             |

|  | Bronzene Prachtlibelle (C. haemorrhoidalis) |
|  |                                             |
|  | Blauflügel-Prachtlibelle (C. virgo)         |
|  |                                             |

|  | Gebänderte Prachtlibelle (C. splendens)     |
|  |                                             |
|  | Südwestliche Prachtlibelle (C. xanthostoma) |
|  |                                             |

|  | Bronzene Prachtlibelle (C. haemorrhoidalis) |
|  |                                             |
|  | Blauflügel-Prachtlibelle (C. virgo)         |
|  |                                             |

|  | Gebänderte Prachtlibelle (C. splendens)     |
|  |                                             |
|  | Südwestliche Prachtlibelle (C. xanthostoma) |
|  |                                             |

|  | Bronzene Prachtlibelle (C. haemorrhoidalis) |
|  |                                             |
|  | Blauflügel-Prachtlibelle (C. virgo)         |
|  |                                             |

Innerhalb der einzelnen Arten werden verschiedene Unterarten diskutiert, die sich vor allem anhand von Färbungen unterscheiden. Auch Hybride zwischen den einzelnen Arten sollen möglich sein und vorkommen, wurden jedoch selten dokumentiert.